# Speiche (Rad)

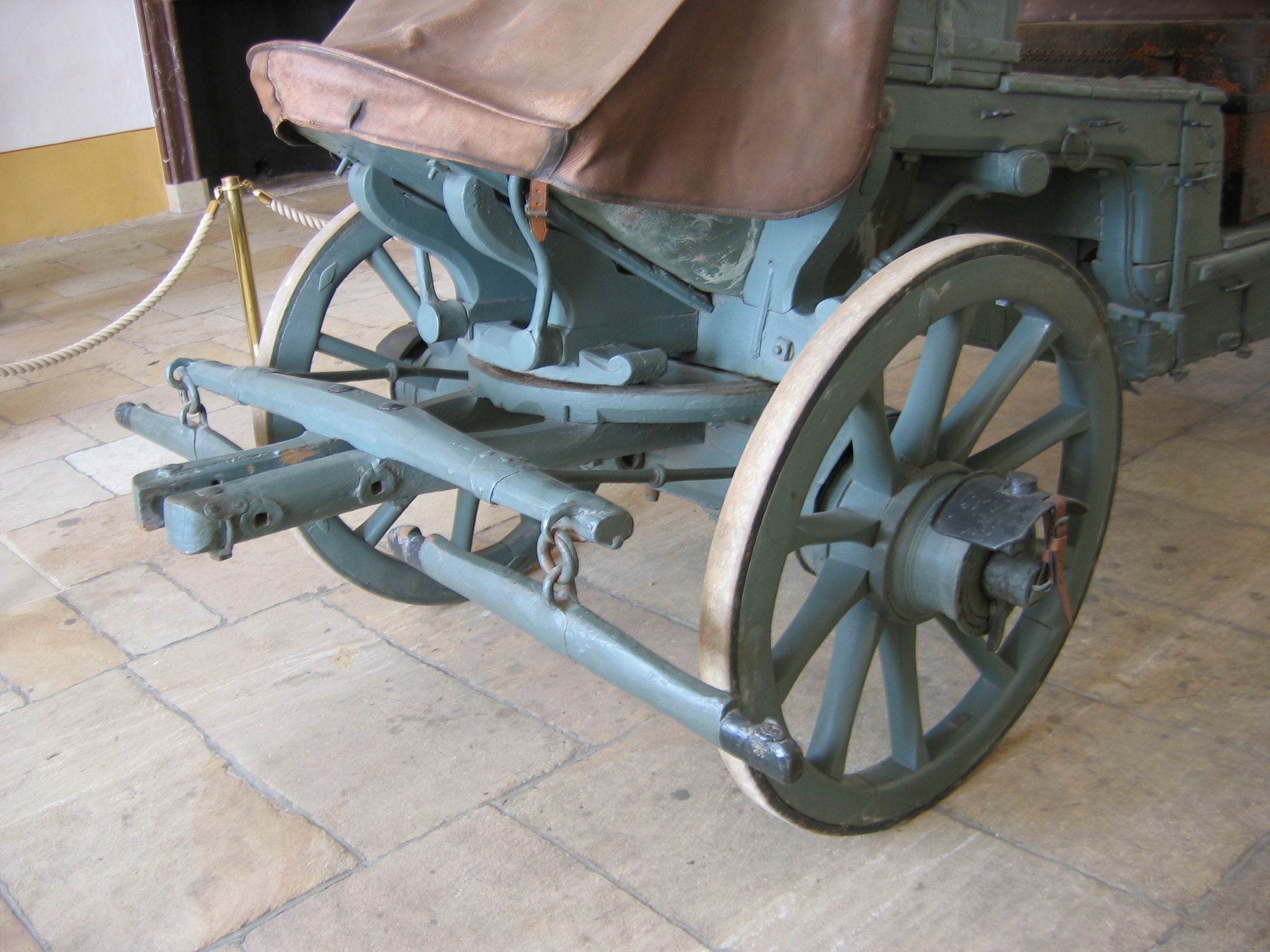
Speichenrad einer Kutsche

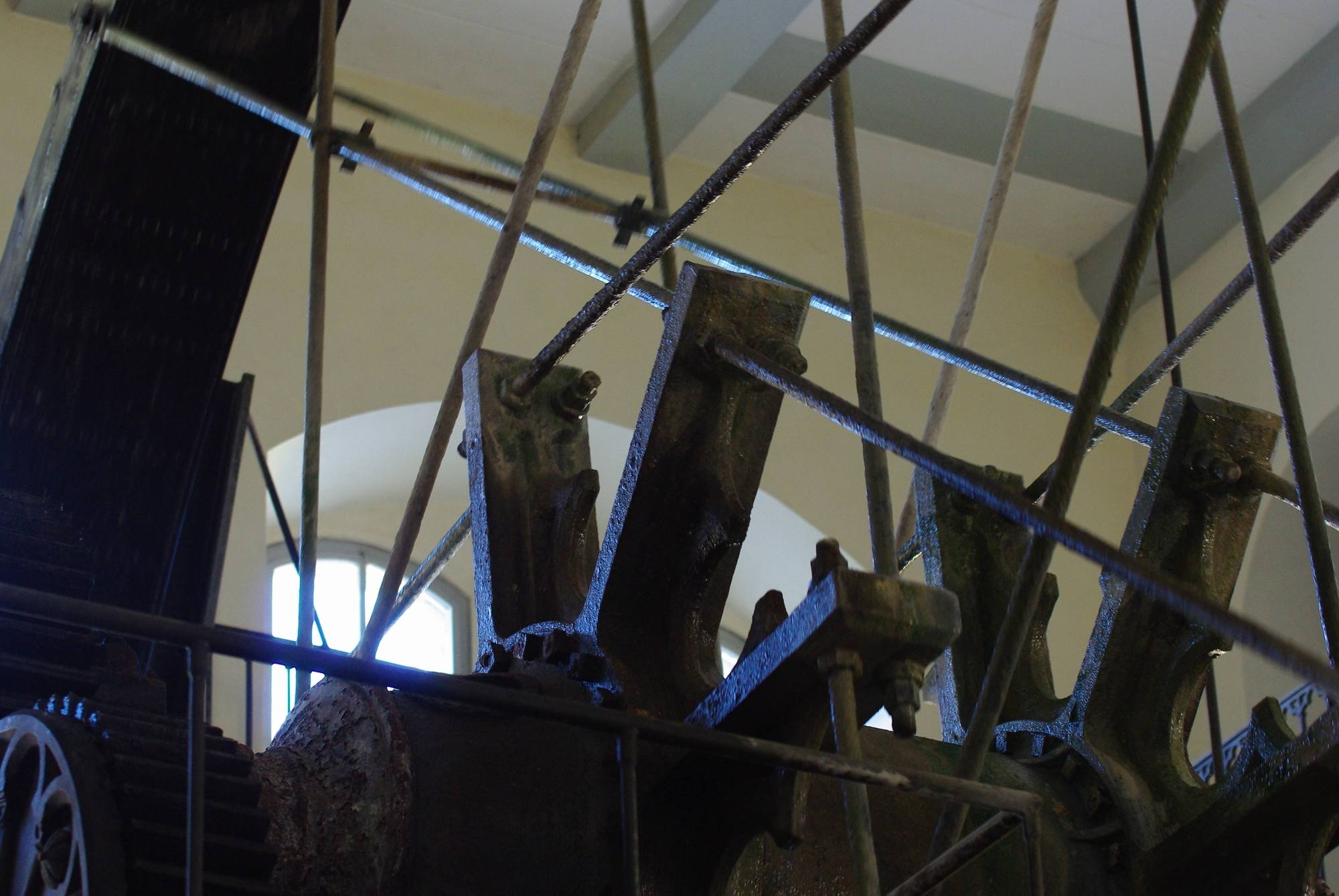
Speichen an einem Wasserrad in der Alten Saline in Bad Reichenhall

Speichen verbinden die um die Radachse rotierende Nabe kraftschlüssig mit der kreisringförmigen Felge eines Rades.
Der Bautyp des Speichenrades ist eine Form der Leichtbauweise – im Gegensatz dazu steht beispielsweise das Vollrad bei Eisenbahnen.
Es wird unterschieden in Konstruktionen, die vorwiegend Druckkräfte oder Zugkräfte ausnutzen.
Die massiven Speichen von hölzernen Wagenrädern liegen in der Regel in einer Ebene oder bilden einen Kegelmantel. Schlanke Stahlspeichen spannen dagegen typisch zwei Kegelmäntel auf, die an den beiden seitlichen Flanschen der Radnabe anliegen.
Drahtspeichen verlaufen häufig über Kreuz. In Ausnahmefällen werden sie an den Kreuzungspunkten mit Draht verbunden, verlötet oder dekorativ miteinander verdrillt.

## Geschichte

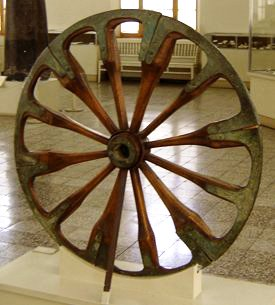
Wagenrad aus Tschoga Zanbil, Iran. Mitte bis Ende des 2. Jahrtausends v. Chr.
Nationalmuseum Teheran

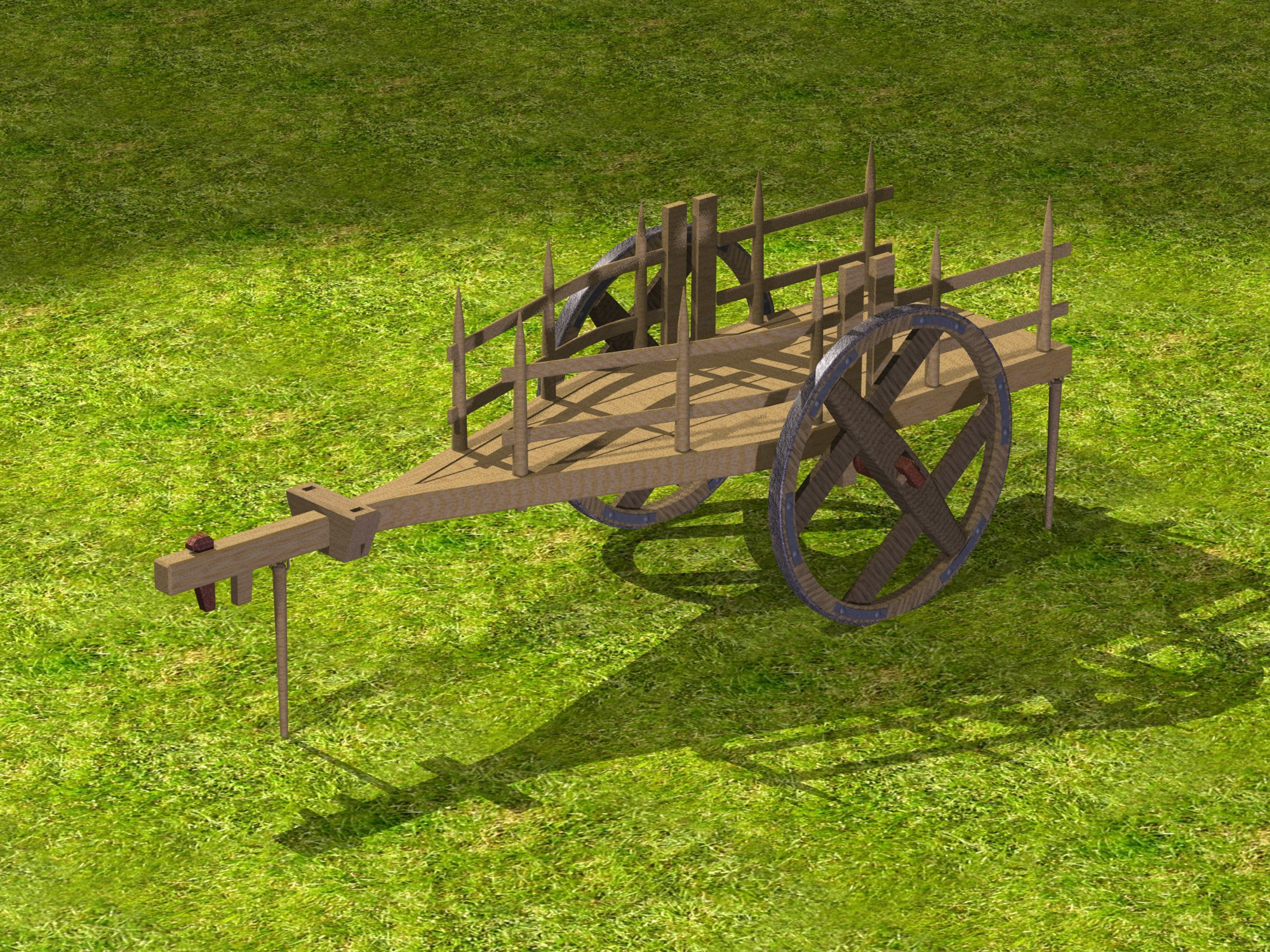
Darstellung eines frühen Speichenrades, mit nur einer einzelnen radial verlaufenden zentralen Speiche

Speichenräder tauchten etwa 2000 v. Chr. in der osteuropäischen Sintaschta-Kultur auf und sind in ähnlicher Bauweise noch heute im Gebrauch. Mit ihren dicken Querschnitten übertragen die Speichen die Druckkräfte von der Felge auf die Nabe.
Im Alten Orient tauchen die ersten Speichenräder in der späten Bronzezeit mit dem Gebrauch des zweirädrigen Streitwagens auf. Sie lösten teilweise die bis dahin üblichen schweren Scheibenräder ab, die beispielsweise in Anatolien noch bis ins letzte Jahrhundert gebräuchlich waren. Das älteste erhaltene Exemplar eines Rades aus Bronze mit vier Speichen in Europa stammt aus der Schweizer Siedlung Cortaillod. Es hat 47 cm Durchmesser, eine Nabenlänge von 37 cm und wog um die 10 kg. Real belastbar waren dagegen erst Räder mit sechs oder mehr Speichen, wie sie auf manchen ägyptischen Fresken abgebildet sind. Mit der Verbesserung der Holzverarbeitungstechniken tauchten dann auch Speichen aus Holz auf, die in Mitteleuropa z. B. für Gespann-Fuhrwerke noch heute in Gebrauch sind. Assyrische Streitwagen hatten zuerst sechs, seit Tiglat-Pileser III. acht Speichen.

## Holzspeichen
Holzspeichen wurden traditionell vom Radmacher gefertigt, der regional als Stellmacher oder Wagner bezeichnet wird.
Wie Werkzeugstiele werden die Speichen von hölzernen Wagenrädern überwiegend aus Eichen- und Eschenholz geschnitten und mit Werkzeugen wie dem Schweifhobel manuell in eine runde oder ovale Querschnittsform gebracht.

## Kraftrad
In der nationalen Norm DIN 74371-1 waren bis Juli 2006 abgewinkelte Speichen für Krafträder mit den Gewinden M 5, M 4, M 3,5 und M 3 als glatte Speiche und als Eindickend-Speiche (ED) genormt, früher auch als Doppeldickend-Speiche und in empfohlenen Standard-Längen. In der Norm wurde ein Winkel in der Biegung von 95° empfohlen. Die Normausgabe vom Dezember 1957 empfiehlt als Werkstoff Stahl mit einer Zugfestigkeit von 1000 bis 1400 N/mm². Die hohen Speichenzugkräfte müssen auch in einer stabilen Naben- und Felgenkonstruktion abgestützt werden. Die Felgen sind mittlerweile aus hochfesten geschweißten Aluminium Profilen, die eloxiert werden. Im Cruiser und Chopper Segment werden auch noch vereinzelt verchromte Stahlfelgen verwendet. Die Radnaben bestehen fast ausschließlich aus wärmebehandelten Gussaluminium.
Beim Motorrad setzen sich immer mehr Aluminiumgussräder durch, weil sie hohe Festigkeit und Steifigkeit bei geringem Gewicht, niedrigen Kosten und Stylingvorteilen vereinen. Ein weiterer Nachteil der Drahtspeichenräder ist der Rundlauf und Seitenschlag mit negativen Auswirkungen in der Fahrdynamik. Nur noch bei Retrobikes und Geländemotorrädern werden noch Drahtspeichenräder, sowohl mit Schlauchreifen als auch mit schlauchlosen Reifen, eingesetzt. Nur die schlauchlosen Räder können mit einem Reifendruckkontrollsystem ausgerüstet werden. KTM dichtet bei seinen schlauchlosen Speichenrädern die Speichennippel in der Felge, wodurch 40 potentielle Leckagen vorhanden sind. BMW setzt mit seinen schwereren aber robusten Kreuzspeichenrädern auf einen geschlossenen Felgenring mit außenliegenden Speichenköpfen. Das erste Fahrzeug mit diesem Konzept war 1987 die R100GS. Dieses Radkonzept hat seine Anwendungsgrenzen im Verhältnis von Felgen- und Bremsscheibendurchmesser, weil die kreuzenden Speichen nicht mit dem Bremssattel kollidieren dürfen. Deshalb gibt es sie nicht bei Straßenmotorrädern mit großen Scheiben und 17" Rädern.

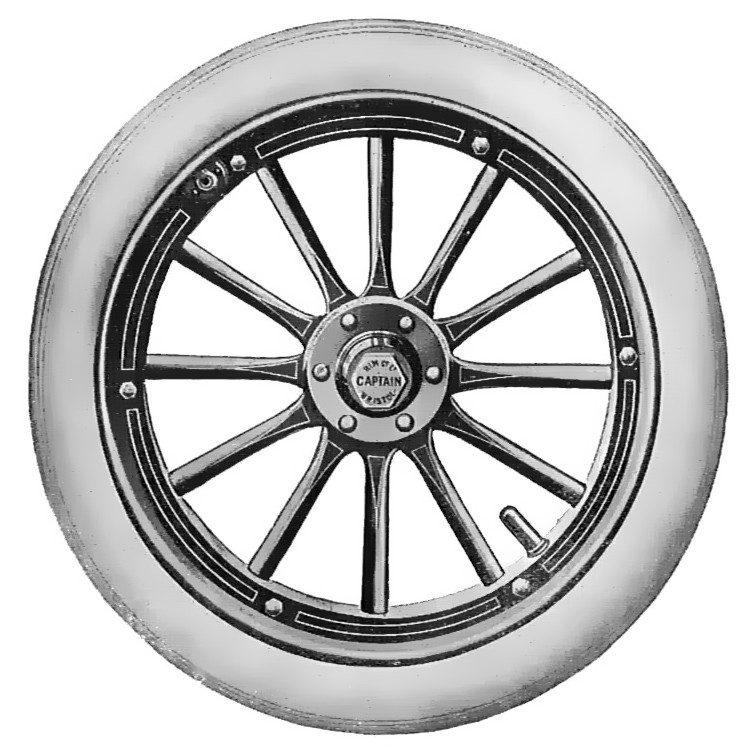
Artillerierad mit Holzspeichen, abnehmbarem Felgenkranz und Luftreifen, ca. 1910

## Automobil

### Artillerieräder
Frühe Automobile waren oft wie Kutschen mit stahlverstärkten Holzspeichenrädern, sogenannten Artillerierädern, ausgerüstet, mit meist acht bis zwölf Speichen pro Rad. Die Speichen waren anfangs fest mit der Nabe verbunden. Das war unpraktisch, weil ein Reifenwechsel direkt am Fahrzeug vorgenommen werden musste und ein Radbruch nur mit großem Aufwand vor Ort zu reparieren war. Man behalf sich erst mit abnehmbaren Felgen und führte eine oder mehrere davon mit montierten Reifen als Ersatz mit. Vom Nabenflansch abnehmbare Räder begannen sich ab etwa 1910 durchzusetzen.
In den 1920er Jahren verwendeten manche Hersteller Artillerieräder aus Eisenguss. Beide Formen wurden ab Anfang der 1930er Jahre von Stahlscheibenrädern abgelöst, nachdem diese einige Jahre zuvor als Zubehör aufgekommen waren.

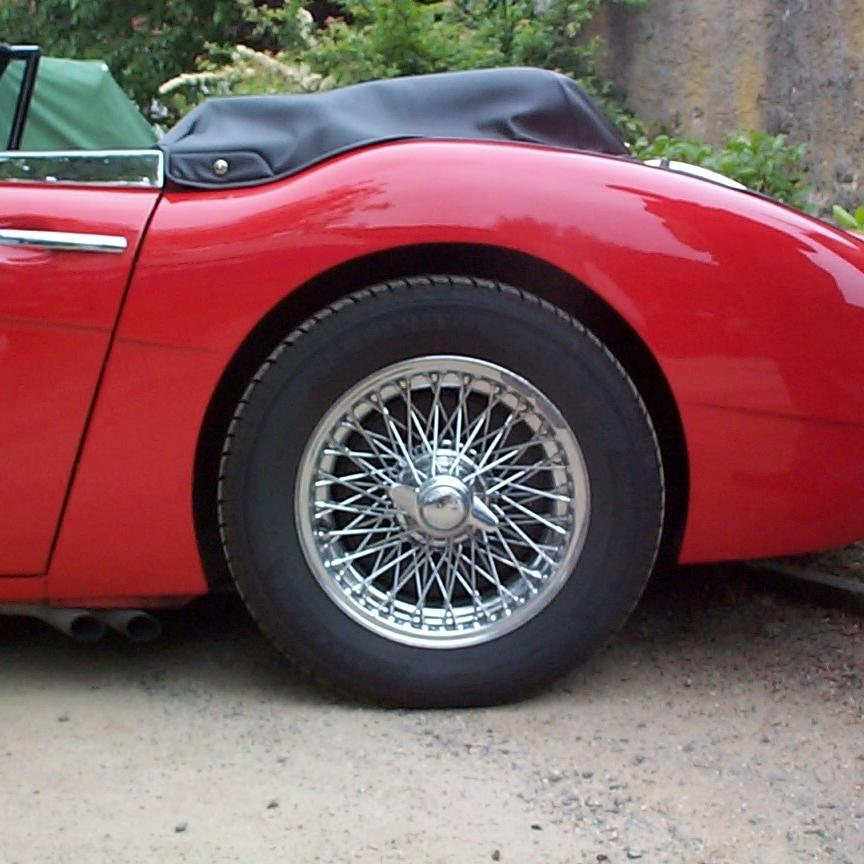
Speichenrad eines englischen Roadsters der 1960er Jahre

### Drahtspeichenräder
Drahtspeichenräder werden seit dem Ende des 19. Jahrhunderts auch für vorwiegend leichte und sportliche Automobile verwendet. Rudge erfand 1907 das abnehmbare Speichenrad mit Zentralverschluss, das bis in die 1960er Jahre ein Merkmal vieler sportlicher Fahrzeuge war. In den 1920er und 1930er Jahren war es Mode, die Speichenräder unter einer Metallabdeckung zu verbergen, die mit dem gleichen Verschluss gesichert war, der auch das Rad hielt.
An Automobilen kommen auch andere Biegungswinkel als 95° vor, bei einigen Konstruktionen werden Speichen auch in mehr als 2 Ebenen je Rad angeordnet.

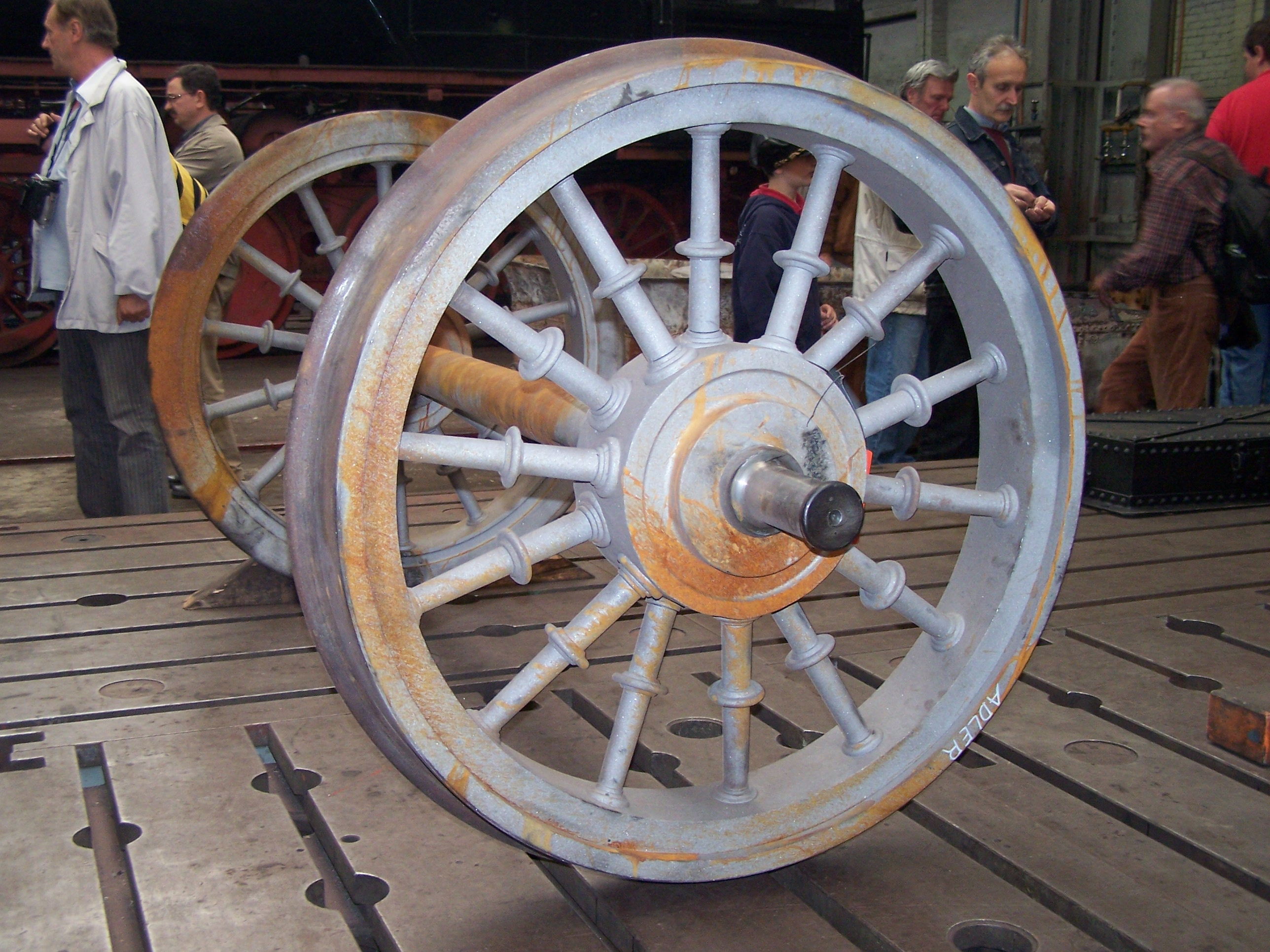
Nachbau einer Laufachse der Dampflokomotive Adler mit Speichenrädern
(Original von 1835, Nachbau von 1935)

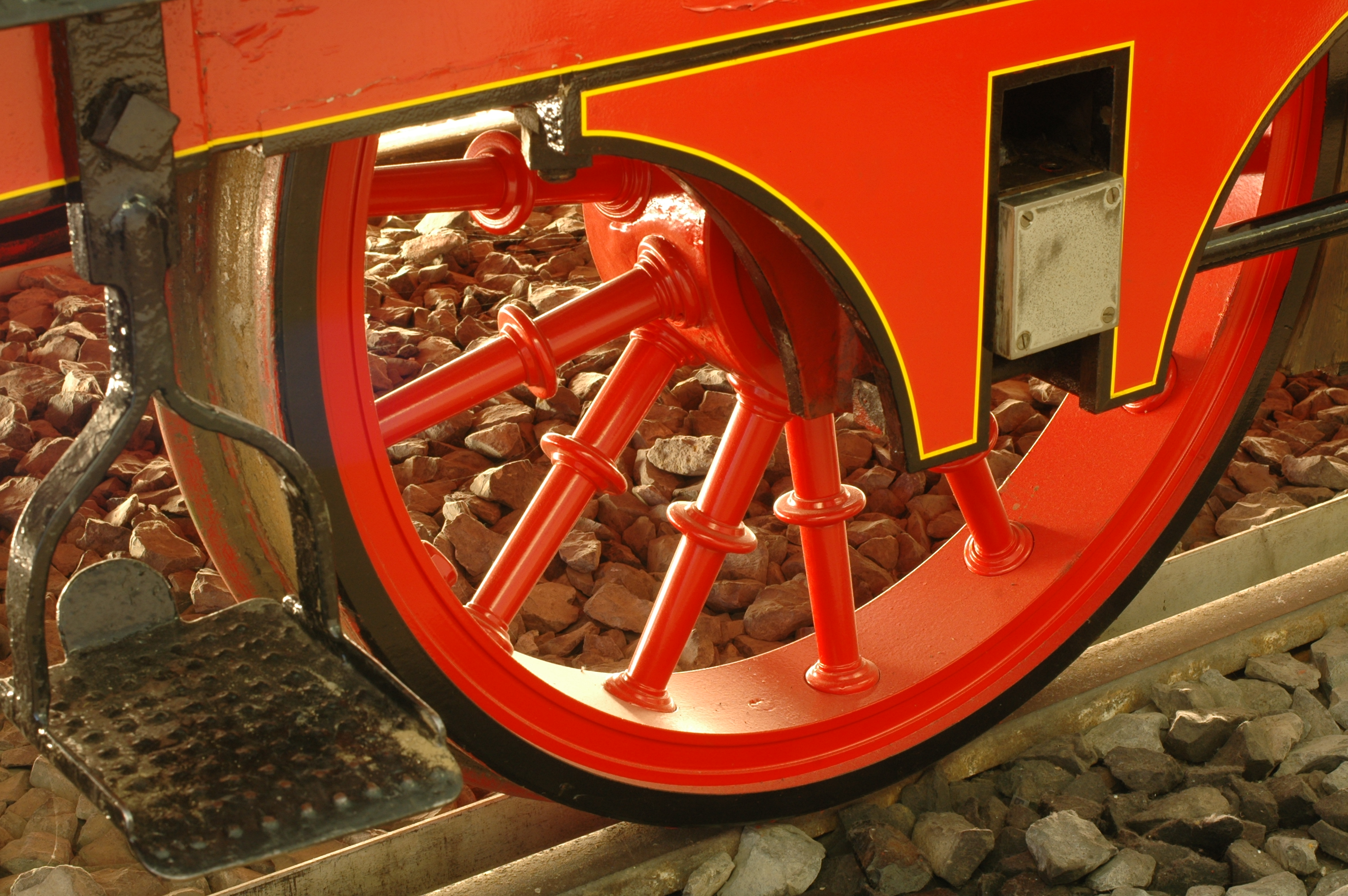
Stahlspeichen des betriebsfähigen Nachbaus der Adler im Verkehrsmuseum Nürnberg

## Eisenbahn
Erste Eisenbahnräder waren oft als hölzerne Speichenräder ausgeführt, was ursprünglich durch die Tradition des Kutschenbaus beeinflusst war. Die großen Treibräder moderner Dampflokomotiven wurden später zwar durchgehend aus Stahl gefertigt, dennoch zur Gewichtsersparnis weiterhin als Speichenräder ausgeführt. Die ersten Vollbahn-Elektrolokomotiven hatten ebenfalls Speichenräder.

## Fahrrad

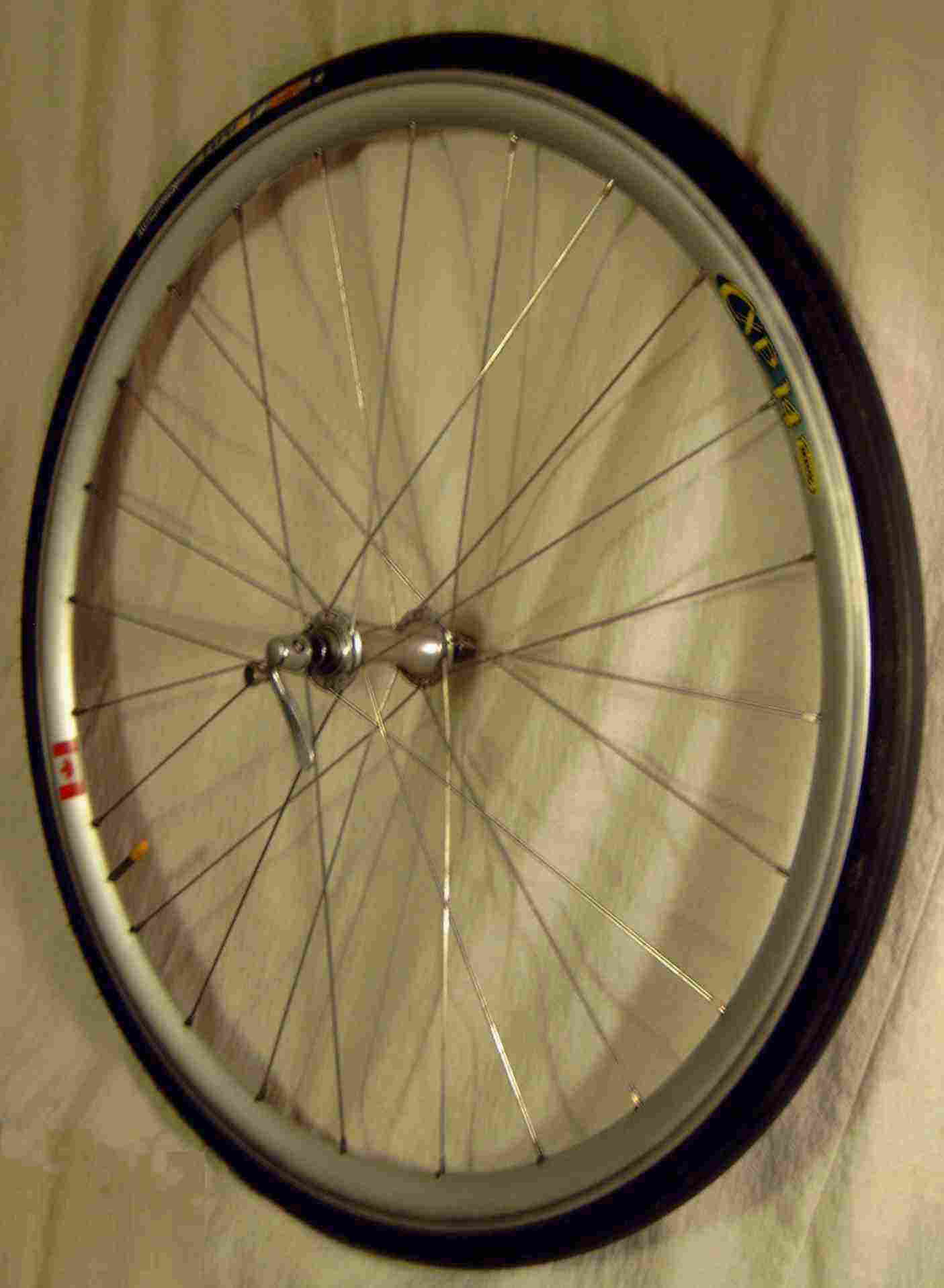
Speichen-Laufrad eines Fahrrades mit gekreuzten Speichen

An Fahrrad-Laufrädern werden überwiegend 2 mm starke Drahtspeichen aus verzinktem, verchromtem oder rostfreiem Stahl verwendet, die fast ausschließlich auf Zug belastet werden. Die Eigenschaften des Materials werden durch die in der Art eines Raumfachwerks dreidimensional durch die Speichen verspannten Felge idealtypisch ausgenutzt. Speichen und Felgen machen am Gewicht des gesamten Fahrrads lediglich einen sehr geringen Anteil aus. Mit minimalem Materialeinsatz ergibt die Kombination von Stahlspeichen mit einer steifen Hohlkammerfelge aus einer hochwertigen Aluminiumlegierung ein sehr zuverlässiges, robustes und belastbares Bauteil.
Durch Lösen und Spannen der auf dem Gewinde am Ende der Speiche aufgeschraubten Speichennippel lässt sich die axiale und radiale Ausrichtung der Felge auf einfache Weise justieren.
Moderne Laufräder werden teilweise auch mit Speichen aus Titan oder Carbon ausgestattet. Die spröden Carbonspeichen werden meist mit der Felge verklebt, so dass eine Reparatur oder Justage des Laufrads nicht möglich ist.